# Folkskoleöverstyrelsen
Folkskoleöverstyrelsen styrde över folkskolorna i Sverige åren 1914-1920. 1920 slogs Folkskoleöverstyrelsen samman med Läroverksöverstyrelsen till Skolöverstyrelsen.

## Överdirektör och chef
- Bengt Jakobsson Bergqvist 1913 - 1918 (Tillförordnad fram till 1914)

### Fotnoter
1. ↑  Den svenska skolans historia#Folkskolan Hans Högman